# Rountzenheim
Rountzenheim es una antigua localidad y comuna francesa, situada en el departamento de Bajo Rin en la región de Alsacia. Se fusionó el 1 de enero de 2019 con Auenheim formando la nueva comuna de Rountzenheim-Auenheim

## Demografía
| 733 | 744 | 807 | 797 | 845 | 976 |
| Para los censos de 1962 a 1999 la población legal corresponde a la población sin duplicidades (Fuente: INSEE [Consultar]) |     |     |     |     |     |